# Rubble și echipa lui
Rubble și echipa lui (eng. Rubble & Crew) este un serial de televiziune animat canadian și un spin-off⁠(d) al brandului Spin Master Patrula cățelușilor. Este produs de Spin Master Entertainment, cu animație oferită de Jam Filled Toronto. Corus Entertainment primește și un credit de producție pentru serial.

## Detalii
În timp ce participă la reuniunea sa de familie din Golful Aventurii (eng. Adventure Bay) , Rubble este chemat în orașul vecin, Golful Constructorilor (eng. Builder Cove) de sora primarului Goodway, primarul Greatway, pentru a ajuta la proiectele sale de construcție. După ce a construit un pod către Golful Constructorilor, Rubble sugerează ca familia sa să se mute la Golful Constructorilor, unde au înființat o companie de construcții numită Rubble și Echipa, care operează din Bark Yard. Rubble și Echipa ajută la extinderea Golfului Constructorilor reparând clădiri și creând altele noi pentru diferiți proprietari, în timp ce se confruntă cu un muncitor în construcții rival pe nume Maestrul Viteză (eng. Speed Meister). Când se termină o lucrare de construcție, Rubble și Echipa își sărbătoresc succesul făcând dansul „Wiggle and Wag”.

## Personaje

### Personaje principale
- Rubble - este un bulldog englez în vârstă de 5 ani și membru al PAW Patrol, care devine fondatorul și liderul Rubble și Echipa. Conduce într-un buldozer cu un braț de excavator. La fel ca în Patrula cățelușilor, el este și un DJ expert și folosește expresia sa „Rubble în dublu”.
- Mix - este un buldog englez și unul dintre verii lui Rubble, dar ar putea duce la confuzie despre faptul că sunt frați, deoarece sunt aceeași rasă de buldog. Ea se ocupă de amestecarea lucrurilor care sunt asociate cu construcția, cum ar fi betonul, vopseaua, cimentul și lipiciul. Amestecând vehiculele într-un camion de ciment cu un furtun și pot fi personalizate cu vopsea, ciment, beton, săpun cu bule, apă, asfalt, cauciuc și sclipici. Când vine vorba de anumite proiecte, Mix se aplecă în față, își lovea ambele labe din față și cita „Nu ar fi distractiv dacă” în timp ce ea își făcea sugestia. Uneori, după aceea, Rubble cita „Mix, ești un cățeluș deștept”.
- Baterie (eng. Charger) - este un bulldog francez și unul dintre verii lui Rubble. El se ocupă de ridicări grele pentru proiecte de construcții. Baterie are o proteză a piciorului stâng din spate și se deplasează cu o macara cu un troliu auriu și stabilizatori pentru sarcini grele. Încărcătorul tinde să primească „Zoom Zoom Zoomies” atunci când este plin de emoție, determinând toată lumea să-i lase loc pentru asta, deoarece aleargă foarte repede.
- Roată (eng. Wheeler) - este un Pointer și unul dintre verii lui Rubble. Este un ciudat curat și se ocupă de tot ce implică piulițe și șuruburi. Conduce într-un camion basculant cu o remorcă cu platformă pe care o folosește pentru a transporta murdărie săpată și diferite rechizite de construcții cu piese retractabile de măturători stradale pentru lucrări de curățare. Uneori, Roată va face un comentariu despre ceva și îl va spune din nou după ce a citat „Repet”. El este singurul membru care nu este un buldog.
- Motoraș (eng. Motor) - este un Ca de Bou care este cel mai tânăr văr al lui Rubble și cel mai tânăr membru al Rubble și Echipa. Ea operează și se ocupă de distrugerea necesară pentru proiectele de construcții, precum și proiectele ocazionale de pavaj. Din cauza vârstei sale, Motoraș vorbește la persoana a treia ca atunci când citează „Motoraș face bum” (eng. Moto go Boom) sau alte comentarii înrudite. Ea conduce, de asemenea, într-un vehicul care este un hibrid dintre o macara cu bile de demolare și o rolă cu aburi.
- Mătușa Macara (eng. Auntie Crane) - este un buldog continental care este mătușa lui Rubble și a verilor săi și mama lui Motoraș. Ea operează depozitul de aprovizionare din Bark Yard și conduce cu un stivuitor.
- Bunicul Piatră (eng. Grandpa Gravel) este un Bulldog Serrano care este tatăl lui Macara și bunicul lui Rubble și verii săi. Conduce într-un camion de mâncare unde face niște croșete pentru familia lui.

### Personaje secundare
- Primarul Greatway - este primarul din Builder Cove, cu o personalitate asemănătoare temerului. Ea este sora primarului Goodway, care deține o motocicletă cu un sidecar. Episodul „Echipă construiește un parc acvatic” dezvăluie că ea este salvamar certificat.
  - Dr. Rățușcă (eng. Dl. Duckly Doo) - este mallardul de companie al primarului Greatway, care are și o personalitate asemănătoare temerului. Când primarul Greatway merge pe motocicleta ei, domnul Rățușcă merge în sidecar.
- Maestrul viteză (eng. Speed Meister) - este un muncitor în construcții care devine rivalul lui Rubble și Echipa. Lucrează rapid și „cumva bine”, cu rezultate dezastruoase.
  - Dr. Țestoasă (eng. Dl. McTurtle) - este o țestoasă de companie al Maestrului Viteză, care citează în mare parte „Da-Bi-Da-Bi-Da”. Maestrul Viteză îl ducea uneori din cauza faptului că era lent.
- Omar - este un bărbat care se numără printre noii oameni care se mută în Golful Constructorilor și lucrează ca operator de poștă. Motto-ul său după ce a cântat la kazoo este „Fără greșeală, Omar îți va livra corespondența”.
- Juniper - este un paznic care este soția lui Omar.
- Lucas - este fiul lui Omar și Juniper.
- Lily - este fiica lui Omar și Juniper și sora mai mică al lui Lucas.
- Negustorul Shelly - este proprietarul unui magazin de biciclete din Golful Constructorilor, precum și al unui magazin de flori și al unui salon de coafură pentru oameni și pui. Magazinul său de biciclete a fost extins de Rubble și Echipa, astfel încât să poată vinde mai multe biciclete. În „Echipa renovează o locuință”, casa lui era departe de magazinul său de biciclete până când Rubble și Echipa a reușit să- și mute casa mai aproape.
- Camila - este o șoferă de camion și o fată de livrare care livrează articole în camionul ei oriunde în Golful Constructorilor. Ea este, de asemenea, pilot certificat atunci când vine vorba de livrări care sunt prea mari pentru un camion și operează, de asemenea, o barcă pentru livrări pe bază de apă și un tren pentru livrări pe bază de tren.
- Café Carl - este un vânzător de înghețată care devine proprietarul unui magazin de înghețată pe care Rubble și Echipa l-a construit pentru el. De asemenea, se arată că a devenit proprietarul altor afaceri din Golful Constructorilor, cum ar fi un restaurant cu brânzeturi numit Café Cheesy Pleasy, o cafenea cu floricele, o bibliotecă/ceainic și un magazin de smoothie-uri.
- Băcanul Gabriel - este proprietarul unui magazin alimentar care tinde să cânte unele dintre exclamațiile sale.
- Sierra Sclipici - este o vedetă a muzicii pop și fiica Băcanului Gabriel, care locuiește cu mama ei la câteva orașe din Golful Constructorilor. Baterie este un mare fan al ei. În „The Crew Builds a Sierra Sparkle Sign”, Sierra se mută cu tatăl ei.
- Fermiera Zoe - este un fermier pentru prima dată care se mută în Golful Constructorilor. Când află informații despre fermă de la Rubble și Echipa, le scrie pe tabletă.
- River - este un skateboarder non-binar care s-a mutat recent în Golful Constructorilor împreună cu familia. Este un fotograf expert care face fotografii folosind un telefon cu cameră.
- Pădurarul Rose - este un gardian paraplegic, dar plin de energie, al cărui scaun cu rotile pentru orice teren are anvelope speciale care îi permit să se deplaseze cu ușurință pe traseele naturale. Ea cunoaște tot ceea ce se găsește în natură și deseori începe aceste afirmații citând „Fapt amuzant”.
- Antrenoarea Karima - este o antrenoare sportivă care s-a mutat în Golful Constructorilor și îi place să joace diferite jocuri.
- Inspectoarea Inez - este un o inspectoare de construcții care efectuează verificări de siguranță. Dacă zona trece inspecția, ea acordă echipajului de construcție o stea de aur.

### Personaje din Patrula cățelușilor
- Ryder - este liderul în vârstă de 10 ani a Patrulei cățelușilor care se întâlnește cu Rubble și își întâlnește familia la o reuniune de familie. A debutat în „Echipa construiește un pod”.
- Primarul Goodway - este primarul din Golful Aventurii și sora primarului Greatway, care o sună pe Ryder, deoarece are nevoie de sora ei pentru a-i înrola pe Rubble și familia lui. Ea a debutat în „Echipa construiește un pod”.
- Chickaletta - este puiul de companie a primarului Goodway. Ea își face debutul în „Echipa construiește un far”.
- Marshall - este un dalmatian stângaci, dar competent, în vârstă de 6 ani și membru a Patrulei cățelușilor, care servește ca câine de pompieri. El își face debutul în „Echipa și Marshall construiesc o stație de pompieri”, unde inspectează stația de pompieri pe care Rubble și Echipa o construiește.
- Căpitanul Turbot - este un căpitan de mare și biolog marin din Golful Aventurii, care este unul dintre cei mai apropiați prieteni a Patrulei cățelușilor și cei mai frecventi apelați. El își face debutul în „Echipa construiește un far”, unde este înrolat de Rubble pentru a o transporta pe primarul Goodway și Chickaletta la Golful Constructorilor de pe mare.
- Chase - este un ciobănesc german în vârstă de 7 ani, care servește ca pui de poliție și al doilea comandant a Patrulei cățelușilor. Și-a făcut debutul în „Echipa și Chase se ocupă de caz”, unde a înrolat Rubble și Echipa să devină detectivii săi ajutoare pentru a găsi indicii.
- Skye - este un Cockapoo în vârstă de 7 ani, care servește ca pui de salvare aviator. Ea și-a făcut debutul în „The Crew & Skye Build a Mountain Lodge”. Skye este chemată de Rubble și Echipa și vine de la Patrula cățelușilor din Golful Aventurii pentru a ajuta la proiectul lor de construcție și pentru a oferi sprijin aerian. Skye îl înrolează pe Mix cu o insignă de aer ca as aviator.

## Episoade
| Premiera originală | Premiera în România | Nr | Titlu în română                                      | Titlu în engleză                                     |  |
| ------------------ | ------------------- | -- | ---------------------------------------------------- | ---------------------------------------------------- |  |
|                    |                     |    |                                                      |                                                      |  |
| SEZONUL 1          |                     |    |                                                      |                                                      |  |
|                    |                     |    |                                                      |                                                      |  |
| 03.02.2023         | 04.09.2023          | 01 | Echipa construiește un pod                           | The Crew Builds a Bridge                             |  |
|                    |                     |    |                                                      |                                                      |  |
| 10.02.2023         | 05.09.2023          | 02 | Echipa construiește un mare parc de biciclete        | The Crew Builds a Big Bike Shop                      |  |
| 10.02.2023         | 05.09.2023          | 02 | Echipa construiește o super mare cadă                | The Crew Builds a Super Tub                          |  |
|                    |                     |    |                                                      |                                                      |  |
| 17.02.2023         | 06.09.2023          | 03 | Echipa construiește un magazin de înghețată          | The Crew Builds an Ice Cream Shop                    |  |
| 17.02.2023         | 06.09.2023          | 03 | Echipa repară chițăitul                              | The Crew Fixes a Squeak                              |  |
|                    |                     |    |                                                      |                                                      |  |
| 24.02.2023         | 07.09.2023          | 04 | Echipa construiește un loc de joacă                  | The Crew Builds a Playground                         |  |
| 24.02.2023         | 07.09.2023          | 04 | Echipa repară acoperișul                             | The Crew Fixes a Roof                                |  |
|                    |                     |    |                                                      |                                                      |  |
| 10.03.2023         | 08.09.2023          | 05 | Echipa construiește o spălătorie de mașini           | The Crew Builds a Car Wash                           |  |
| 10.03.2023         | 08.09.2023          | 05 | Echipa organizează ziua bunicului                    | The Crew Plans Grandpa Day                           |  |
|                    |                     |    |                                                      |                                                      |  |
| 31.03.2023         | 11.09.2023          | 06 | Echipa construiește un skatepark                     | The Crew Builds a Skatepark                          |  |
| 31.03.2023         | 11.09.2023          | 06 | Echipa sapă un tunel                                 | The Crew Builds a Tunnel                             |  |
|                    |                     |    |                                                      |                                                      |  |
| 24.04.2023         | 12.09.2023          | 07 | Echipa construiește o casă a castorilor              | The Crew Builds a Beaver Home                        |  |
| 24.04.2023         | 12.09.2023          | 07 | Echipa repară drumul                                 | The Crew Fixes a Road                                |  |
|                    |                     |    |                                                      |                                                      |  |
| 12.05.2023         | 13.09.2023          | 08 | Echipa construiește Popcorn Cafe                     | The Crew Builds a Popcorn Café                       |  |
| 12.05.2023         | 13.09.2023          | 08 | Cățelușii rezolvă un dezastru alunecos               | The Crew Fixes a Slippery Mess                       |  |
|                    |                     |    |                                                      |                                                      |  |
| 19.05.2023         | 14.09.2023          | 09 | Echipa construiește un cinema în aer liber           | The Crew Builds a Drive-In Movie Theater             |  |
| 19.05.2023         | 14.09.2023          | 09 | Echipa găsește comoara curcubeu                      | The Crew Finds a Rainbow Treasure                    |  |
|                    |                     |    |                                                      |                                                      |  |
| 26.05.2023         | 15.09.2023          | 10 | Echipa construiește un grajd cu noroi                | The Crew Builds a Pig Barn                           |  |
| 26.05.2023         | 15.09.2023          | 10 | Echipa construiește o pistă uriașă                   | The Crew Builds a Giant Runway                       |  |
|                    |                     |    |                                                      |                                                      |  |
| 31.07.2023         | 27.11.2023          | 11 | Echipa și Marshall construiesc o stație de pompieri  | The Crew and Marshall Build a Fire Station           |  |
|                    |                     |    |                                                      |                                                      |  |
| 01.08.2023         | 28.11.2023          | 12 | Echipa renovează o locuință                          | The Crew Does a Home Renovation                      |  |
| 01.08.2023         | 28.11.2023          | 12 | Echipa construiește un far                           | The Crew Builds a Lighthouse                         |  |
|                    |                     |    |                                                      |                                                      |  |
| 02.08.2023         | 29.11.2023          | 13 | Echipa construiește un muzeu al dinozaurilor         | The Crew Builds a Dinosaur Museum                    |  |
| 03.08.2023         | 29.11.2023          | 13 | Echipa construiește o rampă pentru scaune cu rotile  | The Crew Builds a Wheelchair Ramp                    |  |
|                    |                     |    |                                                      |                                                      |  |
| 07.08.2023         | 30.11.2023          | 14 | Echipa construiește un parc acvatic                  | The Crew Builds a Splash Park                        |  |
| 08.08.2023         | 30.11.2023          | 14 | Echipa construiește o cameră de joacă                | The Crew Builds a Playroom                           |  |
|                    |                     |    |                                                      |                                                      |  |
| 09.08.2023         | 01.12.2023          | 15 | Echipa construiește o școală                         | The Crew Builds a School                             |  |
| 10.08.2023         | 04.12.2023          | 15 | Echipa construiește un canal navigabil               | The Crew Builds a Waterway                           |  |
|                    |                     |    |                                                      |                                                      |  |
| 21.08.2023         | 07.12.2023          | 16 | Echipa construiește un observator                    | The Crew Builds an Observatory                       |  |
| 22.08.2023         | 08.12.2023          | 16 | Echipa construiește o tiroliană                      | The Crew Builds a Zip Line                           |  |
|                    |                     |    |                                                      |                                                      |  |
| 23.08.2023         | 22.01.2024          | 17 | Echipa construiește o bibliotecă-ceainărie           | The Crew Builds a Library Tea Shop                   |  |
| 24.08.2023         | 23.01.2024          | 17 | Echipa construiește un ring de dans                  | The Crew Builds a Dance Floor                        |  |
|                    |                     |    |                                                      |                                                      |  |
| 09.10.2023         | 05.12.2023          | 18 | Echipa repară o casă bântuită                        | The Crew Fixes a Haunted House                       |  |
| 09.10.2023         | 06.12.2023          | 18 | Echipa construiește o casă pentru lilieci            | The Crew Builds a Bat House                          |  |
|                    |                     |    |                                                      |                                                      |  |
| 29.11.2023         | 21.12.2024          | 19 | Echipa construiește un spectacol de Crăciun          | The Crew Builds a Christmas Show                     |  |
| 30.11.2023         | 21.12.2024          | 19 | Echipa construiește o rampă uriașă                   | The Crew Builds a Giant Sled Ramp                    |  |
|                    |                     |    |                                                      |                                                      |  |
| 04.12.2023         | 26.01.2024          | 20 | Echipa și Chase se ocupă de caz                      | The Crew and Chase Are on the Case                   |  |
|                    |                     |    |                                                      |                                                      |  |
| 05.12.2023         | 24.01.2024          | 21 | Echipa construiește un stand uriaș de limonadă       | The Crew Builds a Giant Lemonade Stand               |  |
| 06.12.2023         | 25.01.2024          | 21 | Echipa construiește un pod pentru animale sălbatice  | The Crew Builds a Wildlife Bridge                    |  |
|                    |                     |    |                                                      |                                                      |  |
| 07.12.2023         | 15.04.2024          | 22 | Echipa repară scena spectacolului de talente         | The Crew Fixes the Talent Show Stage                 |  |
| 11.12.2023         | 16.04.2024          | 22 | Echipa construiește instrumentele                    | The Crew Builds Instruments                          |  |
|                    |                     |    |                                                      |                                                      |  |
| 12.12.2023         | 17.04.2024          | 23 | Echipa construiește un dig uriaș                     | The Crew Builds a Giant Dam                          |  |
| 13.02.2023         | 18.04.2024          | 23 | Echipa construiește o fermă rezistentă la veverițe   | The Crew Builds a Squirrel-Proof Farm                |  |
|                    |                     |    |                                                      |                                                      |  |
| 26.02.2024         | 19.04.2024          | 24 | Echipa construiește un spectacol cu fântâni          | The Crew Builds a Fountain Show                      |  |
| 27.02.2024         | 22.04.2024          | 24 | Echipa construiește un carusel                       | The Crew Builds a Carousel                           |  |
|                    |                     |    |                                                      |                                                      |  |
| 28.02.2024         | 23.04.2024          | 25 | Echipa construiește o platformă                      | The Crew Builds a Parking Garage                     |  |
| 29.02.2024         | 24.04.2024          | 25 | Echipa construiește o zonă de camping                | The Crew Builds a Campsite                           |  |
|                    |                     |    |                                                      |                                                      |  |
| 04.03.2024         | 25.04.2024          | 26 | Echipa construiește o casă în copac                  | The Crew Builds a Treehouse                          |  |
| 05.03.2024         | 26.04.2024          | 26 | Echipa construiește o adăpătoare                     | The Crew Builds a Chicken Feeder                     |  |
|                    |                     |    |                                                      |                                                      |  |
| SEZONUL 2          |                     |    |                                                      |                                                      |  |
|                    |                     |    |                                                      |                                                      |  |
| 06.03.2024         | 30.09.2024          | 27 | '                                                    | The Crew Builds a Roller Coaster                     |  |
| 07.03.2024         | 30.09.2024          | 27 | '                                                    | The Crew Builds Motor a Play Space                   |  |
|                    |                     |    |                                                      |                                                      |  |
| 20.05.2024         |                     | 28 | '                                                    | The Crew Builds a Train Station                      |  |
| 21.05.2024         | '                   | 28 | The Crew Builds a Sierra Sparkle Sign                |                                                      |  |
|                    |                     |    |                                                      |                                                      |  |
| 22.05.2024         |                     | 29 | '                                                    | The Crew Builds a Mini Golf Course                   |  |
| 23.05.2024         | '                   | 29 | The Crew Builds a Butterfly Garden                   |                                                      |  |
|                    |                     |    |                                                      |                                                      |  |
| 27.05.2024         |                     | 30 | '                                                    | The Crew Builds Library Treasure Tunnels             |  |
| 28.05.2024         | '                   | 30 | The Crew Builds a Super Snack Dispenser              |                                                      |  |
|                    |                     |    |                                                      |                                                      |  |
| 29.05.2024         |                     | 31 | '                                                    | The Crew Builds a Hair Salon                         |  |
| 30.05.2024         | '                   | 31 | The Crew Builds a Colorful Crystal Show              |                                                      |  |
|                    |                     |    |                                                      |                                                      |  |
| 05.08.2024         |                     | 32 | '                                                    | The Crew and Skye Build a Mountain Lodge             |  |
|                    |                     |    |                                                      |                                                      |  |
| 06.08.2024         |                     | 33 | '                                                    | The Crew Builds a Gym                                |  |
| 06.08.2024         | '                   | 33 | The Crew Puts on a Construction Show                 |                                                      |  |
|                    |                     |    |                                                      |                                                      |  |
| 07.08.2024         |                     | 34 | '                                                    | The Crew Builds Charger a Super Bed                  |  |
| 08.08.2024         | '                   | 34 | The Crew Builds a Super Squirrelly Whirly Playground |                                                      |  |
|                    |                     |    |                                                      |                                                      |  |
| 12.08.2024         |                     | 35 | '                                                    | The Crew Builds a Smoothie Shop                      |  |
| 13.08.2024         | '                   | 35 | The Crew Builds a Dino Roof Party                    |                                                      |  |
|                    |                     |    |                                                      |                                                      |  |
| 14.08.2024         |                     | 36 | '                                                    | The Crew Builds a Ferris Wheel                       |  |
| 15.08.2024         | '                   | 36 | The Crew Builds a Farm Animal Yoga Space             |                                                      |  |
|                    |                     |    |                                                      |                                                      |  |
| 19.08.2024         |                     | 37 | '                                                    | The Crew Builds Mr. Ducky-Doo a Special Diving Board |  |
| 20.08.2024         | '                   | 37 | The Crew Builds a Rainwater Tank                     |                                                      |  |
|                    |                     |    |                                                      |                                                      |  |
| 21.08.2024         |                     | 38 | '                                                    | The Crew Builds a Reuse-It Station                   |  |
| 22.08.2024         | '                   | 38 | The Crew Builds a Duck Bridge                        |                                                      |  |
|                    |                     |    |                                                      |                                                      |  |
| 26.08.2024         |                     | 39 | '                                                    | The Crew Builds a Ballpark                           |  |
| 27.08.2024         | '                   | 39 | The Crew Builds a Surf Bridge                        |                                                      |  |
|                    |                     |    |                                                      |                                                      |  |
| 28.08.2024         |                     | 40 | '                                                    | The Crew Builds a Pizza Parlor                       |  |
| 29.08.2024         | '                   | 40 | The Crew Builds an Airport Road                      |                                                      |  |
|                    |                     |    |                                                      |                                                      |  |